# Athame
Athame je ritualni nož s dvostrukim sječivom koji se upotrebljava u ceremonijalnoj magiji i wiccanskim obredima. Sadrži crnu dršku i dvostruku oštricu, a može se koristiti u magijskim obredima i kao čarobni štap i kao mač. U obredu se koristi za iscrtavanje magijskog kruga te za prizivanje i tjeranje duhovnih entiteta, koji se zazivaju tijekom obreda.
Spominje se, kao obredni predmet, u srednjovjekovnom grimoriju Ključ kralja Salomona, a Gerald Gardner (1884. – 1964.) preuzeo ga je kao važan alat u religijskim obredima Wicce.